# Quinto Tineyo Sacerdote
Quinto Tineyo Sacerdote  fue un senador romano de los siglos II y III, que desarrolló su carrera bajo los imperios de Marco Aurelio, Cómodo, Pertinax, Septimio Severo, Caracalla, Macrino y Heliogábalo.

## Origen y familia
De familia natural de Volaterra en Etruria, era nieto de Quinto Tineyo Rufo, consul ordinarius en 127, bajo Adriano, hijo de Quinto Tineyo Sacerdote Clemente, consul ordinarius en 158, bajo Antonino Pío, y hermano de Quinto Tineyo Rufo, consul ordinarius en 182, bajo Cómodo, y de Quinto Tineyo Clemente, consul ordinarius en 195, bajo Septimio Severo. 

## Carrera
El primer testimonio de su cursus honorum es su pertenencia al colegio de los Saliii Pallatini en 170-172, bajo Marco Aurelio. Después, entre abril y junio de 192, fue designado por Cómodo consul suffectus.
Tras sobrevivir al año de los cinco emperadores Septimio Severo y las guerras de este contra Pescenio Níger y Clodio Albino, durante su expeditio Parthica, en los años 198-199, fue nombrado gobernador de la provincia romana de Bitinia y Ponto, clave para la llegada de suministros desde las provincias danubianas y el occidente del Imperio, donde, con ese fin, desarrolló una importante labor de restauración de calzadas.
Su carrera culminó como procónsul de la provincia Asia en algún momento entre 209 y 211, bajo Caracalla. Su prestigio provocó que en 219, bajo Heliogábalo, fuese llamado a ocupar el raro honor de un segundo consulado, esta vez como consul ordinarius como colega del propio emperador.